# أمين البحراني
أمين البحراني (مواليد 18 يونيو 1987) هو لاعب كرة قدم سعودي معتزل.
كانت بداياته مع نادي الفتح و لعب بعدها في أندية العدالة وأحد والجيل ونادي الروضة .